# 그것 (소설)

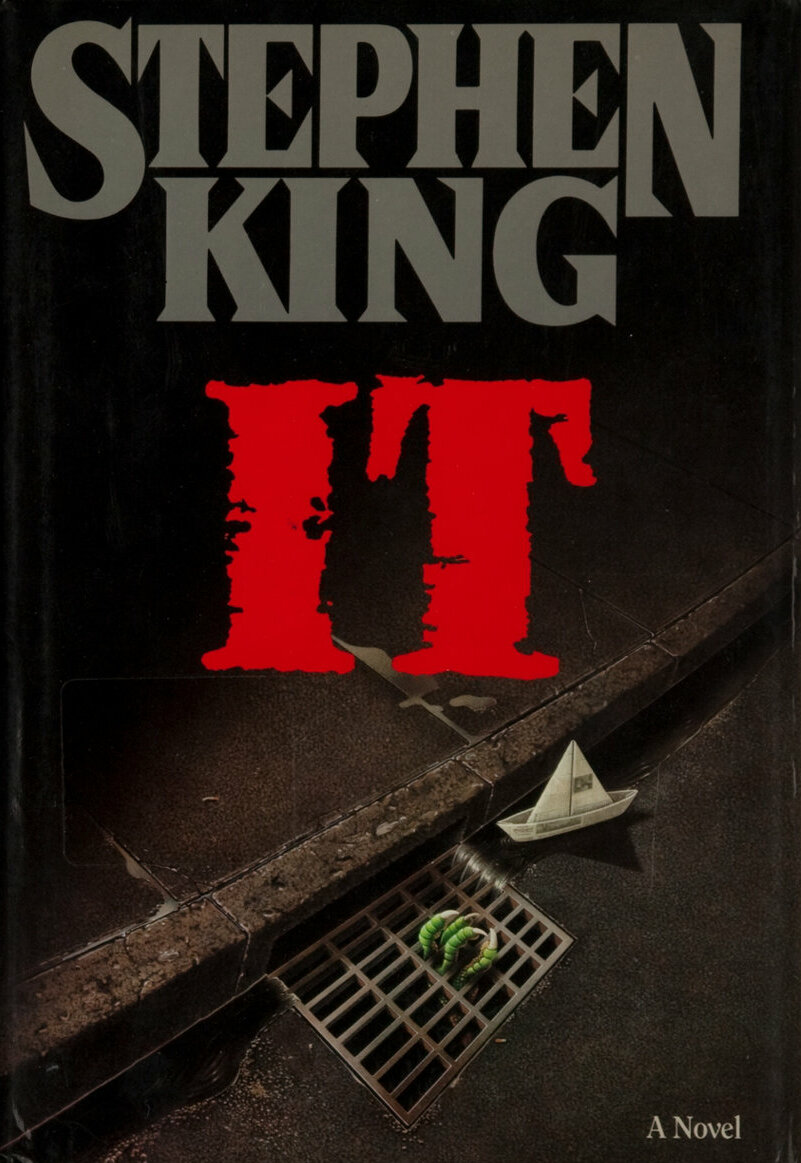

IT 혹은 그것은 미국의 공포 소설 전문 작가 스티븐 킹의 1986년 다크 판타지 소설이다. 등장인물은 광대 페니와이즈(Pennywise)와 7명의 아이들이다. 7명의 아이들은 어릴 적에 페니와이즈에게 습격을 받지만 무사히 생존해서 19살이 되던 해 자신들을 포함한 이 세계의 진실, 그리고 페니와이즈의 정체를 파헤친다.

## 같이 보기
- IT (1990년 미니시리즈) - 1990년 작품
- IT (2017년 영화) - 2017년 영화